# Friederike Bethmann-Unzelmann
Friederike Bethmann-Unzelmann (1760-1815) era una actriu i cantatriu alemanya. Va rebre la seva formació musical pel seu padrastre Gustav Friedrich Wilhelm Großmann (1760-1815) i estrenar l'escena al teatre municipal de Magúncia el 1777. Va cantar principalment òperes i es va fer una reputació amb els seus papers en les obres de Wolfgang Amadeus Mozart.

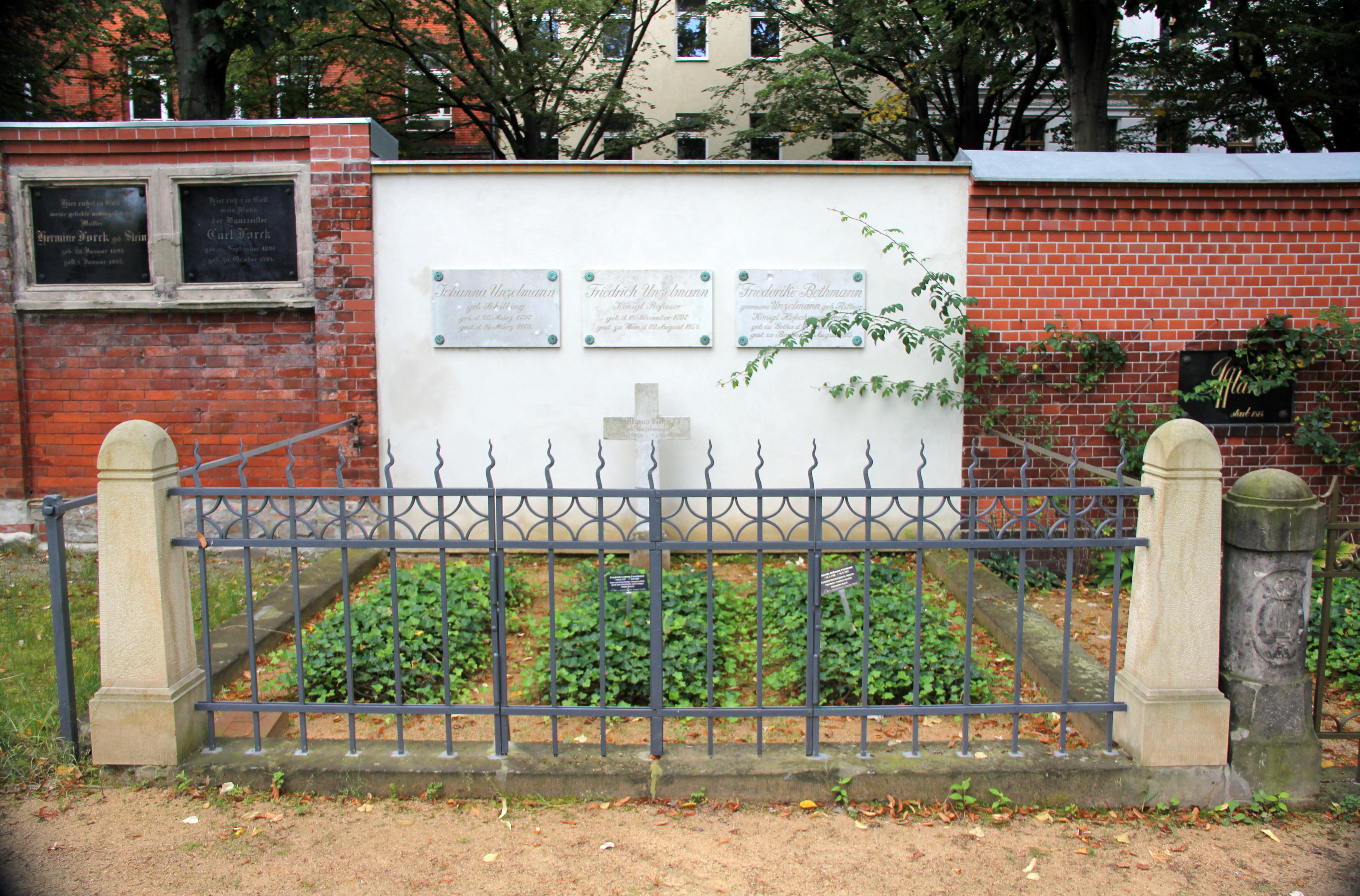
Sepulcre a Berlín-Kreuzberg

## Deixebles
- Louise Rogée (1800-1825)